# Волохатий сич
Волохатий сич (Aegolius) — рід хижих птахів родини совових (Strigidae). Представники роду поширені в Америці, але один вид також поширюється в Євразії.

## Таксономія
Рід Aegolius був введений у 1829 році німецьким натуралістом Йоганном Якобом Каупом із типовим видом Aegolius funereus. Назва роду по-латинськи означає сова. Це слово походить від давньогрецького aigōlios, що означає «птах поганої прикмети». У грецькій міфології Еголій спочатку був людиною, яку Зевс перетворив на сову.

## Види
Включає 5 видів:
- Сич волохатий, Aegolius funereus
- Сич північний, Aegolius acadicus
- †Сич бермудський, Aegolius gradyi
- Сич білобровий, Aegolius ridgwayi
- Сич вохристолобий, Aegolius harrisii